# 4ª Brigata Garibaldi
La 4ª Brigata Garibaldi è stata una formazione partigiana attiva sulla dorsale appenninica umbra tra Foligno e Gualdo Tadino dal settembre del 1943 e il giugno del 1944, inquadrata nelle Brigate Garibaldi.
Della 4ª Brigata fece parte anche Franco Ghiglia, decorato con la Medaglia d'oro al valor militare alla memoria.

## Origini, composizione e attività
I primi gruppi di partigiani si formano nei dintorni di Spello e Foligno immediatamente dopo l'armistizio, per poi costituirsi in brigata su iniziativa del tenente Antero Cantarelli. La genesi dei due gruppi (Folignati e Spellani) è indipendente: mentre gli spellani hanno contatti soprattutto con le formazioni del Perugino, di orientamento prevalentemente comunista, i folignati sono per la maggior parte di estrazione cattolica, legati all'Istituto San Carlo e organizzati per iniziativa del Vescovo, mons. Stefano Corbini, e del Vicario generale, mons. Luigi Faveri. Il comandante, ten. Antero Cantarelli, era presidente diocesano della Gioventù di Azione Cattolica (GIAC).
La composizione della Brigata, che arriva a essere composta da circa 400 partigiani, è caratterizzata da un'età media particolarmente giovane e molto radicata sul territorio, con l'eccezione significativa dei circa 50 combattenti jugoslavi organizzati nel Battaglione Peko Dapcevic, evasi dal campo di concentramento di Colfiorito.
L'attività militare della Brigata è nei primi mesi caratterizzata da un certo attendismo, dovuto in gran parte all'inesperienza e allo spontaneismo dei primi gruppi saliti in montagna, e alla volontà di evitare il più possibile ritorsioni contro le popolazioni civili. In particolare, si rilevano attriti fra gli esponenti cattolici, accusati di attesismo, e quelli comunisti, aggregatisi sul finire del 1943 e più inclini ad azioni di forza. L'obiettivo principale delle azioni sono i rappresentanti locali delle autorità fasciste, con una forte caratterizzazione nel senso di una guerra civile e di "banditismo sociale".  Col passare dei mesi, con la maggiore esperienza militare di guerriglia degli jugoslavi (evasi dal Campo di Concentramento di Colfiorito e dal Carcere di Spoleto) e le direttive portate dall'ispettore del PCI per le brigate garibaldine dell'Umbria, Celso Ghini (lotta senza quartiere contro l'occupante tedesco), l'attività sale di livello e si moltiplicano gli attacchi contro i reparti tedeschi. Ciò è dovuto anche al grave ferimento del comandante Cantarelli (gennaio 1944) e al conseguente indebolimento della leadership cattolica, a tutto vantaggio del modus operandi dettato dal PCI. Inoltre, nel febbraio 1944 esponenti della Brigata (probabilmente un partigiano montenegrino legato a comunisti locali) uccidono due preti della Diocesi di Foligno, don Ferdinando Merli e don Angelo Merlini.
All'inizio della primavera del 1944 la brigata controlla di fatto tutta la zona montuosa tra la Valle Umbra, Valtopina e le Marche. È organizzata nei battaglioni Comando, Franco Ciri  (zona di Gualdo Tadino), Goffredo Mameli (zona di Nocera Umbra), Angelo Morolo (zona di Montecavallo), Ardito (zona di Foligno e Campello sul Clitunno) e Peko Dapcevic.
A partire dalla seconda metà di aprile, subito dopo il pesante rastrellamento subito dalla Brigata Garibaldi "Antonio Gramsci" tra l'Appennino e la Valnerina e il subappennino e la valle del Tevere tra Lazio e Umbria, è la 4ª Brigata Garibaldi ad essere attaccata dalla divisione SS Hermann Göring. La Brigata subisce pesanti perdite e rischia lo sbando: è costretta quindi a una tregua con le autorità fasciste. Durante questo periodo si riorganizza, e si sposta strategicamente nei dintorni di Bastardo, sui Monti Martani, (assumendo la denominazione "dei Monti Martani") per riprendere i combattimenti a fine maggio.
Il 16 giugno, squadre di partigiani liberano Foligno con l'arrivo degli Alleati.
Molti partigiani della 4ª Brigata Garibaldi, insieme a combattenti di tutte le formazioni partigiane umbre, si arruolano nel Gruppo di Combattimento Cremona del Corpo volontari della libertà, che si distingue nella battaglia di Alfonsine, nell'aprile del 1945, al fianco della Brigata Ebraica.